# Ла Мина, Хайме де Гусман-Давалос
Хайме Мигель де Гусман Давалос-и-Спинола (исп. Jaime Miguel de Guzmán Dávalos y Spínola; 15 января 1690, Севилья — 25 января 1767, Барселона), 2-й маркиз де ла Мина — испанский военачальник и дипломат, генерал-капитан Каталонии.

## Биография
Сын Педро Хосе де Гусмана-Давалоса, 1-го маркиза де ла Мина, президента Аудиенсии Панамы, и Хуаны Марии Спинолы-и-Рамирес де Аро (ум. 1701), 5-й графини де Песуэла-де-лас-Торрес.
Унаследовал титулы графа де Песуэла-де-лас-Торрес, маркиза де Кабрега, барона де Мосота и сеньора Сантарена.
Хайме Мигель де Гусман Давалос Спинола Паллавичино Рамирес де Аро Сантильян Понсе де Леон-и-Месия участвовал во всех войнах испанской короны своего времени. В 1706 году в качестве капитана полка принял участие в войне за Испанское наследство. Набрал за свой счет драгунский полк Песуэлы (1709), в следующем году участвовал в походе на Бадахос против португальцев. Из Эстремадуры был направлен со своим полком в Каталонию и оставался в этой провинции до конца войны. В 1714 году был назначен со своим полком, переименованным в Лузитанский, в состав барселонского гарнизона. В течение двадцати лет командовал этим полком, существующим до настоящего времени.
С 1717 года с драгунским полком участвовал в кампаниях на Сардинии и Сицилии в ходе войны Четверного альянса, в 1732 году в качестве лагерного маршала отправился в Оранскую экспедицию.
В чине генерал-лейтенанта участвовал в Итальянской кампании войны за Польское наследство, в том числе в оккупации Ломбардии и завоевании Неаполя. Командовал правым крылом испанской армии в битве при Битонто. В 1736 году был направлен послом в Париж. Для улучшения испано-французских отношений, переживавших кризис по окончании войны, маркиз де ла Мина и государственный секретарь Франции Амело обсуждали заключение оборонительного договора, фактически направленного против Англии.
Кроме этого обсуждался договор о торговле, несколько проектов которого маркиз в 1738—1739 годах отправил в Мадрид. Мина руководил переговорами о бракосочетании инфанта дона Фелипе и старшей дочерью Людовика XV Луизой-Элизабет, которое должно было способствовать сближению двух корон. От торгового соглашения, которое маркиз считал невыгодным, испанцы в результате отказались.
23 января 1738 маркиз де ла Мина был пожалован Филиппом V в рыцари ордена Золотого руна; орденскую цепь ему передал в Париже герцог де Бурбон 18 июня того же года. 11 июля 1748 Гусман Давалос был возведён в достоинство гранда Испании 1-го класса. Кроме этого был дворянином Палаты короля, рыцарем ордена Калатравы и получил энкомьенды Силья и Бернаскаль в ордене Монтесы.
1 января 1740 в Версале был пожалован в рыцари орденов короля. В том же году покинул Францию и был назначен генеральным директором драгун, а в 1742-м стал временным генерал-капитаном Каталонии. При этом в 1742—1744 и 1746—1747 годах участвовал в военных действиях в Италии на стороне Филиппа Пармского. В 1742 году был назначен главнокомандующим испанскими войсками в Сардинском королевстве, сменив на этом посту графа де Гажа. В том же году овладел замком Аспремон, взяв в плен гарнизон и захватив пять орудий, после чего был произведён в генерал-капитаны.
В 1754 году был утверждён в должности генерал-капитана Каталонии. Он обладал наибольшей властью среди всех каталонских наместников XVIII века, пытался создать пышный двор по образцу французского, и его деятельность во главе провинции привела к многочисленным конфликтам и жалобам в Мадрид. Наибольшее недовольство вызывало размещение офицеров на постой.
Наиболее выдающимся в реформистской деятельности маркиза де ла Мина в княжестве было содействие общественным работам. В Барселоне в 1753 году началось строительство Барселонеты, которая должна была дать приют рыбакам, пострадавшим от частичного сноса района Рибера при возведении цитадели. К 1757 году было построено 244 дома, а в 1759 году 329 домов были заселены 1570 жителями. Центральным пунктом нового района стала церковь Сан-Мигель, освящённая в октябре 1755 года, и в которой впоследствии был погребён сам маркиз.
Также были усилены укрепления Барселоны, в окрестностях проведены дороги, реконструирован порт, ликвидирована песчаная коса, препятствовавшая свободному проходу судов к причалам. В самом городе были установлены уличные фонари, проводилось мощение улиц. Большое торговое значение имело улучшение подъездных путей к Барселоне, особенно со стороны Франции.
Некоторые преобразования были проведены в области культуры, в частности, маркиз, полюбивший за время своего пребывания за границей искусство оперы, организовал в Барселоне оперные представления. Выступая в защиту постановок комедий, он столкнулся с противодействием епископа Лериды, который запретил своим прихожанам посещать театральные представления. Заботясь о просвещении, генерал-капитан принимал меры к секуляризации образования и его распространению в сельских районах, для чего в период с 1750 по 1760 год разрешил предоставлять учительские должности.

## Семья
1-я жена (1714): Франсиска Тривес Вильяльпандо, дочь Хосе Педро Фунеса де Вильяльпандо-и-Санса де Латраса, 5-го графа де Атарес, гранда Испании, и Марии Франсиски Абарки де Болеа-и-Бермудес де Кастро
2-я жена (3.04.1733): Мария Агустина Сапата (ум. 21.05.1784), 8-я графиня де Реаль, 5-я герцогиня де Ла-Палата, княгиня ди Масса, дочь Симена Переса де Калатаюда, 5-го графа де Реаль и Вильямонте, и Франсиски Фернандес де Ихар-и-Наварры, наследницы герцогства Ла-Палата
Потомства не оставил.